# フラッシュ構造
フラッシュ構造（ふらっしゅこうぞう）は、主に家具などで使われる板材。また、その構造。

## 概要
角材やMDFなどで作られた枠の両面に薄い化粧板（ベニヤ板）などを貼って作られているため、中が空洞になっている板材である。中の空洞は、完全に密封されているため、外見からは分かりにくい。
木目をプリントした化粧板を使い、見た目は、無垢材とあまり変わらないよう工夫されている物もある。無垢材や集成材より軽く、遥かにコストをおさえる事も出来る為、安い家具の量産などに向いている。